# Афгани
Афга́ни́ (пушту افغانۍ‎, дари افغانی) — денежная единица Афганистана, равная 100 пулам. В настоящее время в обращении находятся банкноты достоинством 1000, 500, 100, 50, 20, 10 афгани и монеты достоинством 5, 2 и 1 афгани.
Темп инфляции денежной единицы в августе 2023 года составил -8.1 %.

## История

### 1926—2002
Афгани был введён в обращение в июле 1926 года в виде серебряной монеты 900-й пробы, содержавшей 10 г. серебра. Афгани очень долго сосуществовал в обращении с кабульской рупией (10 афгани = 11 кабульских рупий), а также индийскими, иранскими, русскими и бухарскими монетами. До 1927 года большая часть монет в обращении были индийскими. Золотые монеты амани не имели твёрдого соотношения с серебряным афгани.
Хождение монет в кабульских рупиях прекратилось лишь в 1978 году, накануне ввода в Афганистан советских войск, после чего там утвердилась монополия афгани.
Первые афганские банкноты были выпущены в 1935 году Афганским национальным банком. В 1939 году был создан государственный Да Афганистан банк, начавший в том же году выпуск банкнот. До Второй мировой войны банкноты обоих банков и билеты казначейства обменивались на серебро.
В 1991 году банкноты периода королевства формально утратили силу законного платёжного средства, но фактически продолжали использоваться в обращении.
В период анархии полевые командиры и другие политические движения использовали свои собственные Афгани. До 2002 года в обращении были два вида Афгани: «давляти», выпускаемые центральным правительством и «достуми», выпускаемые по указу генерала Дустума на подконтрольной ему территории. Внешне они не отличались, различие идёт только по номиналам. Также использовалась особая валюта Северного Альянса. Все купюры со времён Апрельской революции печатались в СССР, затем России. На севере Афганистана (в основном подконтрольной генералу Дустуму) имели хождение оба вида валюты. Однако дустумовские деньги были дешевле государственных. В других районах страны использовались пакистанские рупии, иранские риалы и доллары США.
При талибах курс национальной валюты составлял до 85 тыс. за $1.

### Денежная реформа 2002 г.
Хамид Карзай, после прихода к власти в январе 2002 года, заявил о намерении провести денежную реформу. Этот шаг был предпринят в попытке восстановить контроль правительства над экономикой страны, разрушенной бесконечной войной. До начала обмена курс Афгани составлял в разных городах примерно 40 тыс. афгани за 1 доллар, а после прихода к власти в стране администрации Карзая курс валюты увеличился в несколько раз и к 2002 году обмен вёлся по курсу 1 доллар за 14 тыс. афгани
В октябре в стране прошла денежная реформа, результатом которой стала деноминация афганской валюты. Обмен валюты проходил в течение двух месяцев. Право напечатать новые афганские деньги было предоставлено немецкой фирме. Новые деньги упразднили сразу три вида старых афгани, которые в течение многих лет печатали разные правительства и военачальники. В обращение были выпущены банкноты номиналами в 1, 2, 5, 10, 20, 50, 100, 500, 1000 афгани. На первом этапе проведения реформы афгани упал в цене. Обмен осуществлялся по курсу 1 новый афгани за 1 тыс. старых афгани. Старые денежные знаки уничтожались бумагорезательными машинами или сжигались на кострах. После введения в обращение новой серии банкнот все старые банкноты перестали быть законными.

## Монеты

### МонетыКоролевства Афганистан

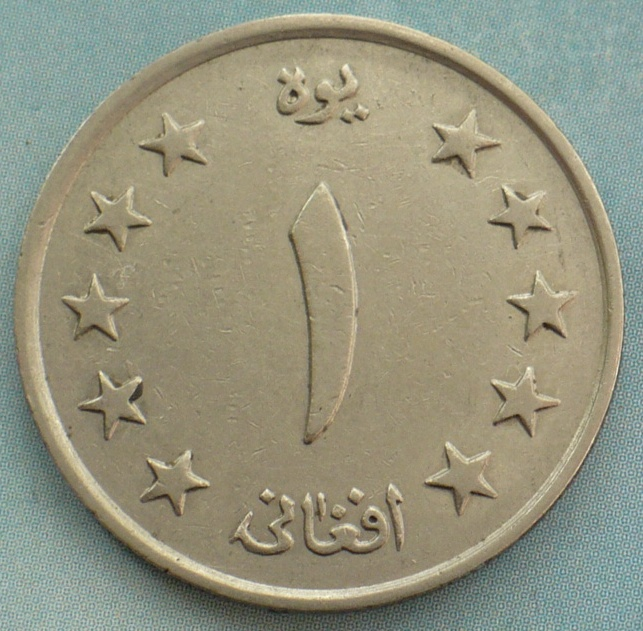
1 афгани 1961 года, аверс
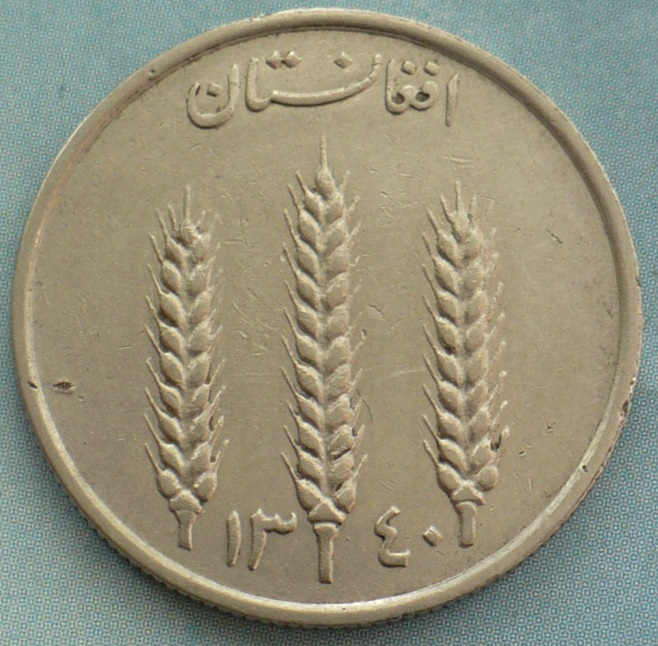
1 афгани 1961 года, реверс
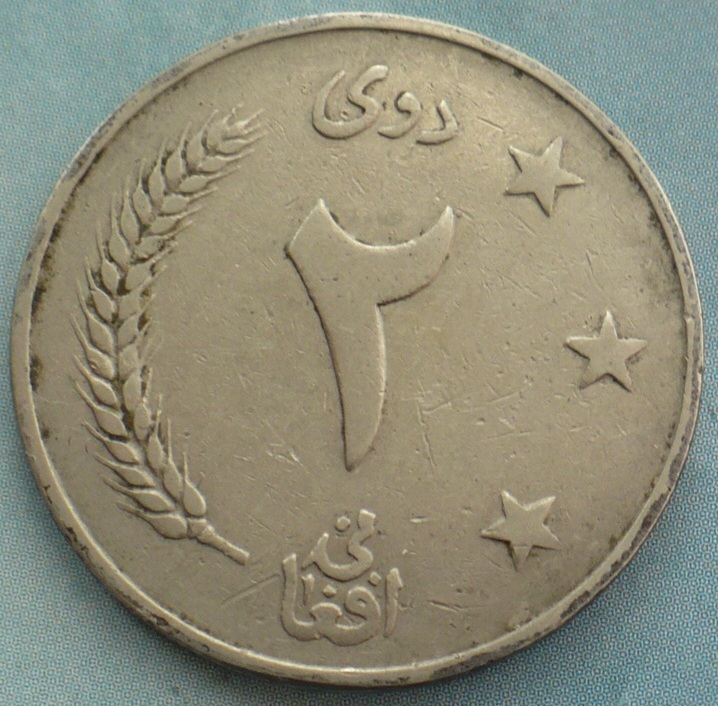
2 афгани 1961 года, аверс
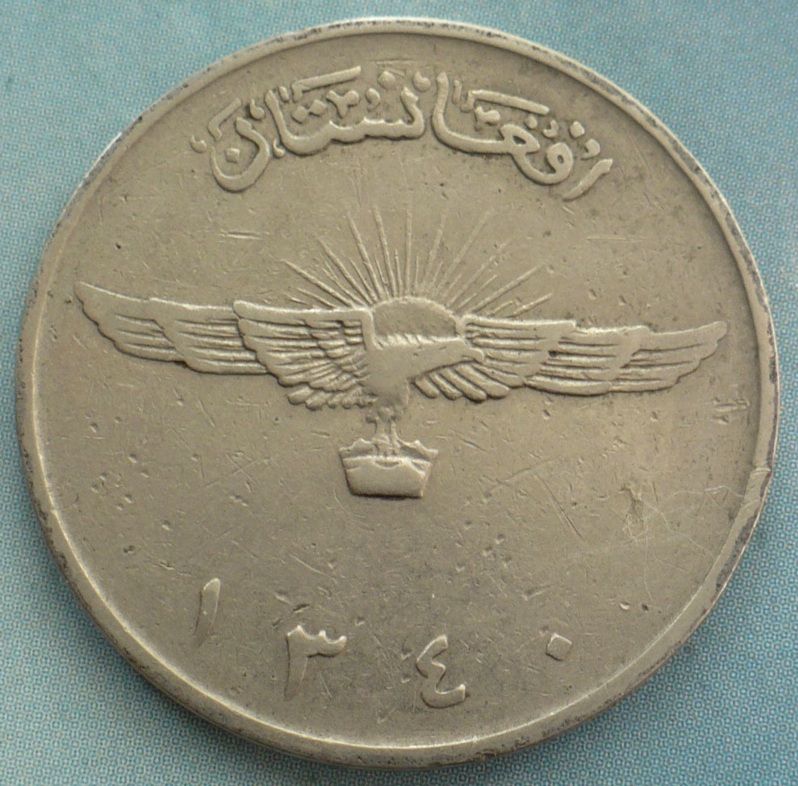
2 афгани 1961 года, реверс
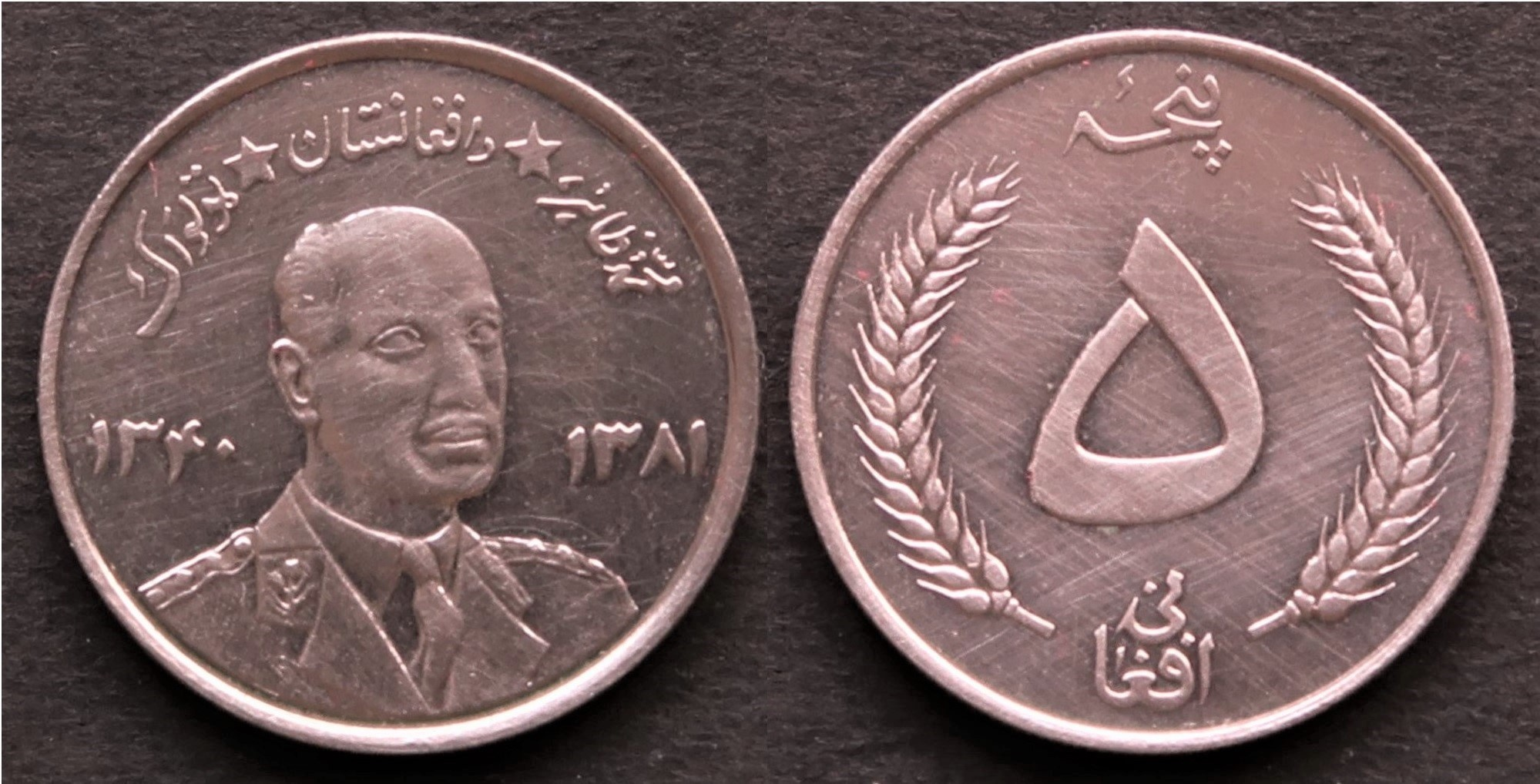
5 афгани 1961 года

### МонетыРеспублики Афганистан
|  | 25 пул   | 19 мм   | 2,52 г | 1,3 мм | Сталь с латунным покрытием | Гладкий  | Герб Афганистана и год выпуска | Номинал | 1973 |
|  | 50 пул   | 21 мм   | 2,1 г  | 3,1 мм | Сталь с медным покрытием   | Гладкий  | Герб Афганистана и год выпуска | Номинал | 1973 |
|  | 5 афгани | 27,5 мм | 7,1 г  | 1,9 мм | Медно-никелевый сплав      | Рубчатый | Герб Афганистана и год выпуска | Номинал | 1973 |

### МонетыДРА
|  |  | 25 пул   | 19 мм   | 2,28 г | 1,2 мм  | Алюминиевая бронза    | Рубчатый | Герб Афганистана | Номинал и год выпуска | 1978      |
|  |  | 25 пул   | 19 мм   | 2,3 г  | 1,1 мм  | Алюминиевая бронза    | Рубчатый | Герб Афганистана | Номинал и год выпуска | 1980      |
|  |  | 50 пул   | 20,9 мм | 3,1 г  | 1,2 мм  | Алюминиевая бронза    | Рубчатый | Герб Афганистана | Номинал и год выпуска | 1978      |
|  |  | 50 пул   | 21 мм   | 3,16 г | 1,2 мм  | Алюминиевая бронза    | Рубчатый | Герб Афганистана | Номинал и год выпуска | 1980      |
|  |  | 1 афгани | 23 мм   | 4,6 г  | 1,5 мм  | Медно-никелевый сплав | Рубчатый | Герб Афганистана | Номинал и год выпуска | 1978      |
|  |  | 1 афгани | 23 мм   | 6,18 г | 1,5 мм  | Медно-никелевый сплав | Рубчатый | Герб Афганистана | Номинал и год выпуска | 1980      |
|  |  | 2 афгани | 25 мм   | 6 г    | 1,6 мм  | Медно-никелевый сплав | Рубчатый | Герб Афганистана | Номинал и год выпуска | 1978-1979 |
|  |  | 2 афгани | 25 мм   | 6,21 г | 1,7 мм  | Медно-никелевый сплав | Рубчатый | Герб Афганистана | Номинал и год выпуска | 1980      |
|  |  | 5 афгани | 27 мм   | 7,4 г  | 2 мм    | Медно-никелевый сплав | Рубчатый | Герб Афганистана | Номинал и год выпуска | 1978      |
|  |  | 5 афгани | 27 мм   | 7,4 г  | 1,79 мм | Медно-никелевый сплав | Рубчатый | Герб Афганистана | Номинал и год выпуска | 1980      |

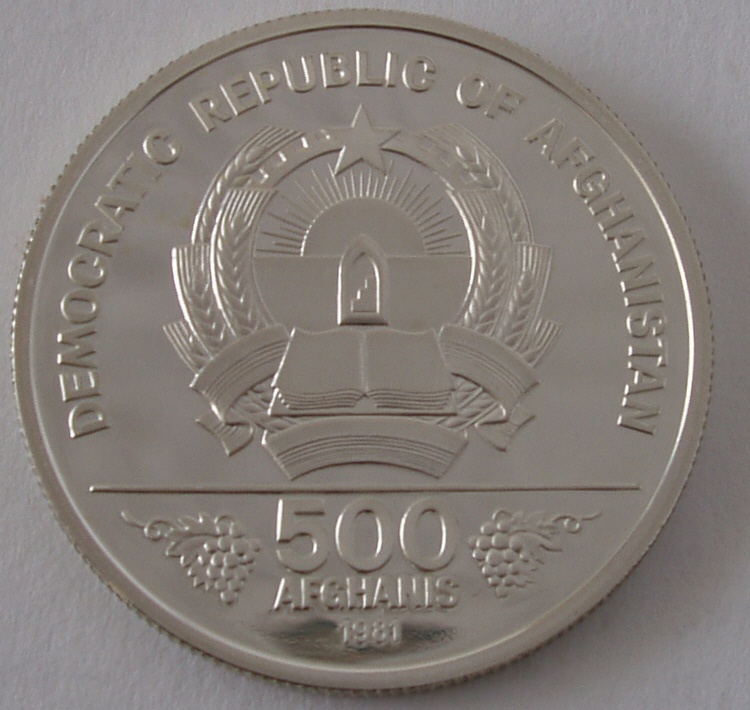
500 афгани 1981 года (ФАО - Всемирный день продовольствия), реверс
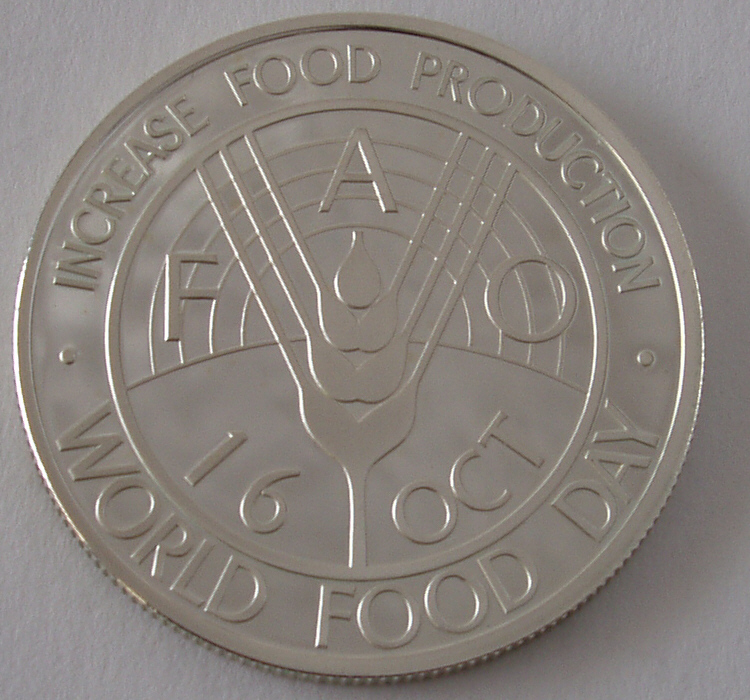
500 афгани 1981 года (ФАО - Всемирный день продовольствия), аверс

### Монеты 2004—2005 годов
|  |  | 1 афгани | 20 мм | 3,28 г | 1,6 мм  | Сталь с медным покрытием | Гладкий  | Герб Афганистана | Номинал и год выпуска | 2004—2005 |
|  |  | 2 афгани | 22 мм | 4,1 г  | 1,55 мм | Нержавеющая сталь        | Гладкий  | Герб Афганистана | Номинал и год выпуска | 2004—2005 |
|  |  | 5 афгани | 24 мм | 5,08 г | 1,69 мм | Латунь                   | Рубчатый | Герб Афганистана | Номинал и год выпуска | 2004—2005 |

## Банкноты

### БанкнотыКоролевства Афганистан

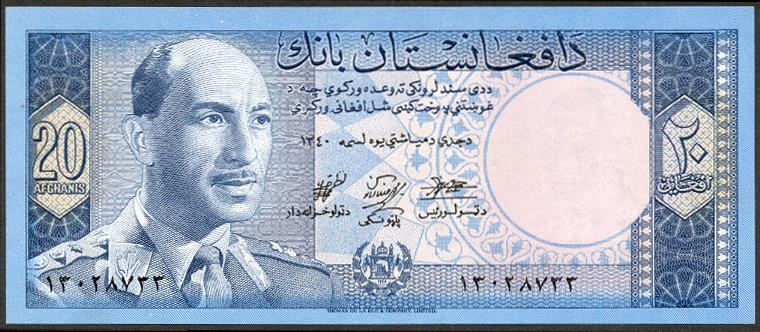
20 афгани 1963 года, аверс
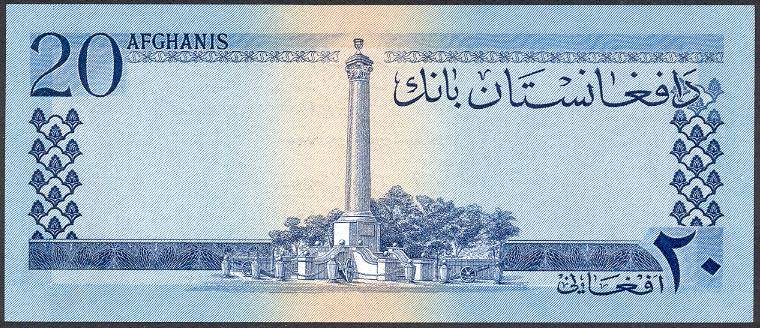
20 афгани 1963 года, реверс
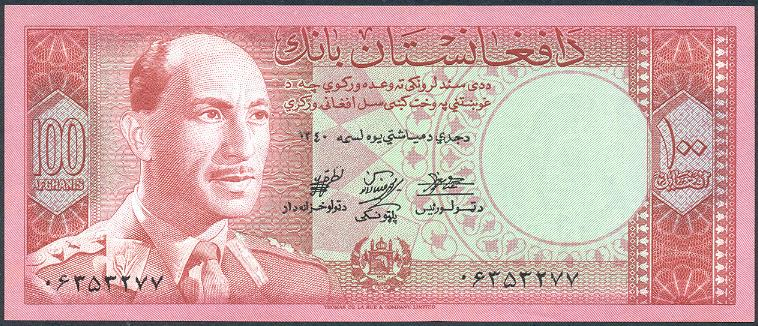
100 афгани 1963 года, аверс
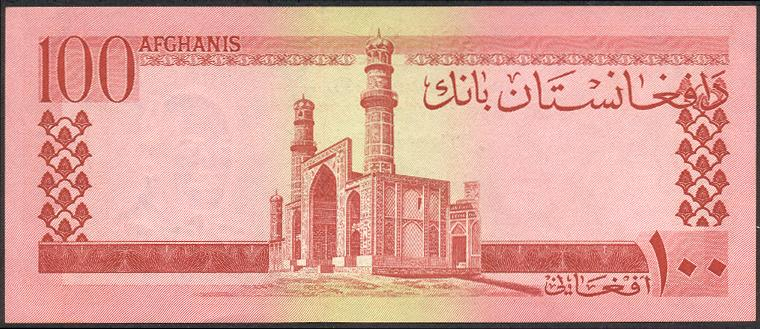
100 афгани 1963 года, реверс

### Банкноты 1978—1993 годов
После Саурской революции была выпущена новая серия банкнот. На банкнотах 1978 года (20 и 50 афгани) был изображён герб Демократической Республики Афганистан. Начиная с 1979 года на его месте печатается герб Центрального банка Афганистана. Уже после провозглашения Афганистана Исламским Государством в 1992 году, в связи с высокой инфляцией, в 1993 году выходят банкноты номиналов 5000 и 10 000 афгани.
| Серия 1978—1993 годов | Серия 1978—1993 годов | Серия 1978—1993 годов | Серия 1978—1993 годов | Серия 1978—1993 годов | Серия 1978—1993 годов                                                  | Серия 1978—1993 годов                          | Серия 1978—1993 годов |
| Изображение           | Изображение           | Номинал (афгани)      | Размеры (мм)          | Основные цвета        | Описание                                                               | Описание                                       | Годы печати           |
| Лицевая сторона       | Оборотная сторона     | Номинал (афгани)      | Размеры (мм)          | Основные цвета        | Лицевая сторона                                                        | Оборотная сторона                              | Годы печати           |
| --------------------- | --------------------- | --------------------- | --------------------- | --------------------- | ---------------------------------------------------------------------- | ---------------------------------------------- | --------------------- |
|                       |                       | 10                    | 115×52                | зелёный               | эмблема Центрального банка Афганистана                                 | перевал Саланг в Гиндукуше                     | 1979                  |
|                       |                       | 20                    | 125×56                | оранжевый             | первый герб ДРА                                                        | Банди-Амир                                     | 1978                  |
|                       |                       | 20                    | 125×56                | оранжевый             | эмблема Центрального банка Афганистана                                 | Банди-Амир                                     | 1979                  |
|                       |                       | 50                    | 134×58                | бирюзовый             | первый герб ДРА                                                        | дворец Дар аль-Аман в Кабуле                   | 1978                  |
|                       |                       | 50                    | 134×58                | бирюзовый             | эмблема Центрального банка Афганистана                                 | дворец Дар аль-Аман в Кабуле                   | 1979 1991             |
|                       |                       | 100                   | 142×62                | розовый               | эмблема Центрального банка Афганистана, крестьянин                     | плотина ГЭС                                    | 1979-1991             |
|                       |                       | 500                   | 151×66                | фиолетовый            | эмблема Центрального банка Афганистана, игроки в бузкаши               | крепость Бала-Хиссар                           | 1979                  |
|                       |                       | 500                   | 151×66                | оранжевый зелёный     | эмблема Центрального банка Афганистана, игроки в бузкаши               | крепость Бала-Хиссар                           | 1979-1991             |
|                       |                       | 1000                  | 160×70                | коричневый            | эмблема Центрального банка Афганистана, Голубая мечеть в Мазари-Шарифе | королевские сады и триумфальная арка в Пагмане | 1979-1991             |
|                       |                       | 5000                  | 165×74                | фиолетовый            | эмблема Центрального банка Афганистана, мечеть Пул-е Хишти в Кабуле    | мавзолей Ахмад-шаха Дуррани в Кандагаре        | 1993                  |
|                       |                       | 10 000                | 170×77                | бирюзовый             | эмблема Центрального банка Афганистана, Джума-мечеть в Герате          | арка из крепости Кала-Бост в Лашкаргахе        | 1993                  |

### Банкноты 2002 года
В 2002 году были введены банкноты достоинством в 1, 2, 5, 10, 20, 50, 100, 500 и 1000 афгани. 1, 2 и 5 афгани были заменены монетами в 2005 году.
26 марта 2014 года была выпущена новая банкнота в 1000 афгани.
| Серия 2002 года | Серия 2002 года   | Серия 2002 года  | Серия 2002 года | Серия 2002 года | Серия 2002 года                | Серия 2002 года                                | Серия 2002 года               |
| Изображение     | Изображение       | Номинал (афгани) | Размеры (мм)    | Основные цвета  | Описание                       | Описание                                       | Годы печати                   |
| Лицевая сторона | Оборотная сторона | Номинал (афгани) | Размеры (мм)    | Основные цвета  | Лицевая сторона                | Оборотная сторона                              | Годы печати                   |
| --------------- | ----------------- | ---------------- | --------------- | --------------- | ------------------------------ | ---------------------------------------------- | ----------------------------- |
|                 |                   | 1                | 131×55          | розовый         | эмблема банка Афганистана      | Голубая мечеть в Мазари-Шарифе                 | 2002 2004                     |
|                 |                   | 2                | 131×55          | синий, голубой  | эмблема банка Афганистана      | королевские сады и триумфальная арка в Пагмане | 2002 2004                     |
|                 |                   | 5                | 131×55          | коричневый      | эмблема банка Афганистана      | крепость Бала-Хиссар                           | 2002 2004                     |
|                 |                   | 10               | 136×56          | жёлто-зелёный   | мавзолей Мир Вайса в Кандагаре | королевские сады и триумфальная арка в Пагмане | 2002 2004 2008                |
|                 |                   | 20               | 140×58          | коричневый      | мавзолей Махмуда Газневи       | Президентский дворец в Кабуле                  | 2002 2004 2008                |
|                 |                   | 50               | 144×60          | зелёный, серый  | мечеть Шах-до Шамшира в Кабуле | перевал Саланг в Гиндукуше                     | 2002 2004 2008 2010 2012      |
|                 |                   | 100              | 148×62          | фиолетовый      | мечеть Пул-е Хишти в Кабуле    | арка из крепости Кала-Бост в Лашкаргахе        | 2002 2004 2008 2010 2012      |
|                 |                   | 500              | 152×64          | синий, голубой  | Джума-мечеть в Герате          | аэропорт Кандагара                             | 2002 2004 2008 2010 2012      |
|                 |                   | 1000             | 156×66          | красный         | Голубая мечеть в Мазари-Шарифе | мавзолей Ахмад-шаха Дуррани в Кандагаре        | 2002 2004 2008 2010 2012 2014 |